# Saison 2015 de l'équipe cycliste Vastgoedservice-Golden Palace
La saison 2015 de l'équipe cycliste Vastgoedservice-Golden Palace est la deuxième de cette équipe.

## Préparation de la saison 2015

### Arrivées et départs
| Arrivées           | Équipe 2014         |
| ------------------ | ------------------- |
| Dennis Coenen      | Leopard Development |
| Gerry Druyts       | 3M                  |
| Yannick Peeters    | Balen BC            |
| Jelle Schuermans   |                     |
| Timothy Stevens    | 3M                  |
| Jordi Van Dingenen | Balen BC            |

| Départs             | Équipe 2015                 |
| ------------------- | --------------------------- |
| Titte Van Laer      | Baguet-MIBA Poorten-Indulek |
| Kevin Van Staeyen   | Reno Systems-CKT            |
| Sven Vandousselaere |                             |
| Nick Wynants        | Profel United               |

## Coureurs et encadrement technique

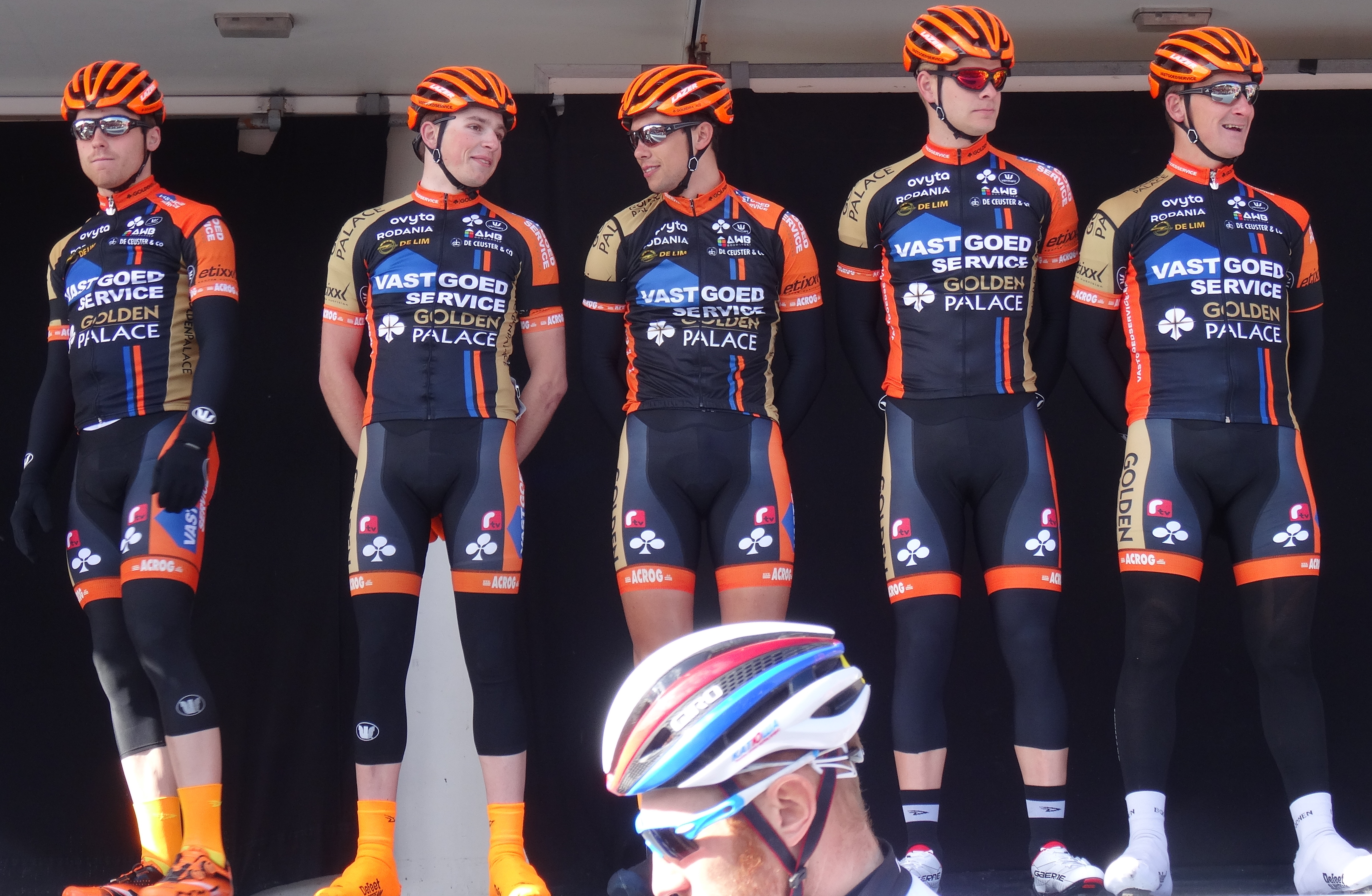
L'équipe lors du départ du Samyn 2015 à Quaregnon.

### Effectif

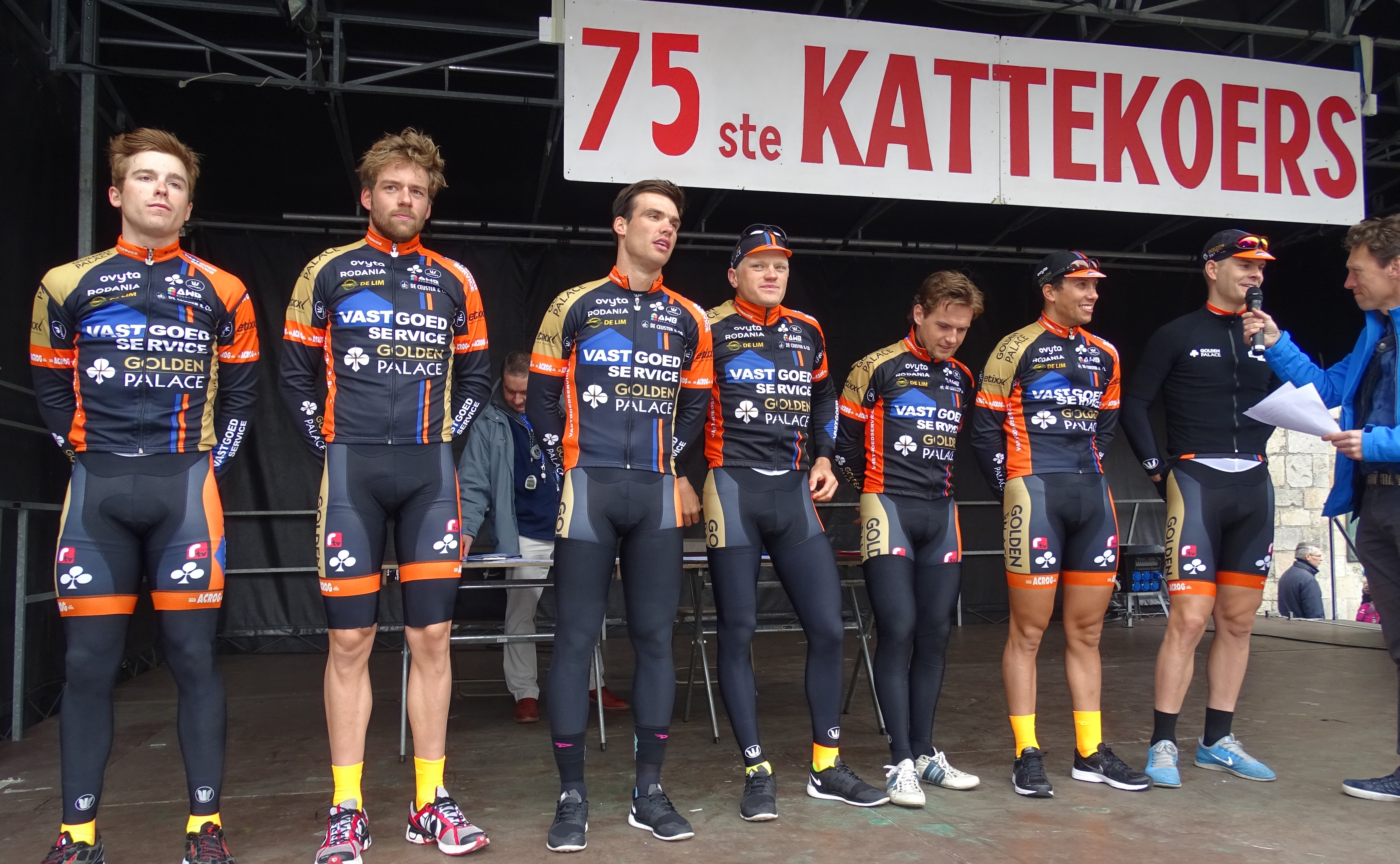
L'équipe lors de la Course des chats 2015.

| Cycliste           | Date de naissance | Nationalité | Équipe 2014                   |  |
| ------------------ | ----------------- | ----------- | ----------------------------- |  |
| Jens Adams         | 5 juin 1992       | Belgique    | Vastgoedservice-Golden Palace |  |
| Joeri Adams        | 15 octobre 1989   | Belgique    | Vastgoedservice-Golden Palace |  |
| Dennis Coenen      | 13 novembre 1991  | Belgique    | Leopard Development           |  |
| Alexander Cools    | 13 avril 1994     | Belgique    | Vastgoedservice-Golden Palace |  |
| Sander Cordeel     | 7 novembre 1987   | Belgique    | Vastgoedservice-Golden Palace |  |
| Jan Denuwelaere    | 9 avril 1988      | Belgique    | Vastgoedservice-Golden Palace |  |
| Gerry Druyts       | 30 janvier 1991   | Belgique    | 3M                            |  |
| Kurt Geysen        | 26 mai 1979       | Belgique    | Vastgoedservice-Golden Palace |  |
| Kevin Hulsmans     | 11 avril 1978     | Belgique    | Vastgoedservice-Golden Palace |  |
| Sam Lennertz       | 3 septembre 1990  | Belgique    | Vastgoedservice-Golden Palace |  |
| Tim Merlier        | 30 octobre 1992   | Belgique    | Sunweb-Napoleon Games         |  |
| Kevin Peeters      | 5 février 1987    | Belgique    | Vastgoedservice-Golden Palace |  |
| Rob Peeters        | 2 juillet 1985    | Belgique    | Vastgoedservice-Golden Palace |  |
| Yannick Peeters    | 15 novembre 1996  | Belgique    | Balen BC                      |  |
| Rob Ruijgh         | 12 novembre 1986  | Pays-Bas    | Vastgoedservice-Golden Palace |  |
| Jelle Schuermans   | 3 décembre 1996   | Belgique    |                               |  |
| Timothy Stevens    | 26 mars 1989      | Belgique    | 3M                            |  |
| Wout van Aert      | 15 septembre 1994 | Belgique    | Vastgoedservice-Golden Palace |  |
| Jordi Van Dingenen | 18 juin 1996      | Belgique    | Balen BC                      |  |
| Alphonse Vermote   | 11 juillet 1990   | Belgique    | Vastgoedservice-Golden Palace |  |
| Stagiaire          | Date de naissance | Nationalité | Équipe 2015                   |  |
| Alexander Geuens   | 5 septembre 1994  | Belgique    | Lotto-Soudal U23              |  |

Portraits
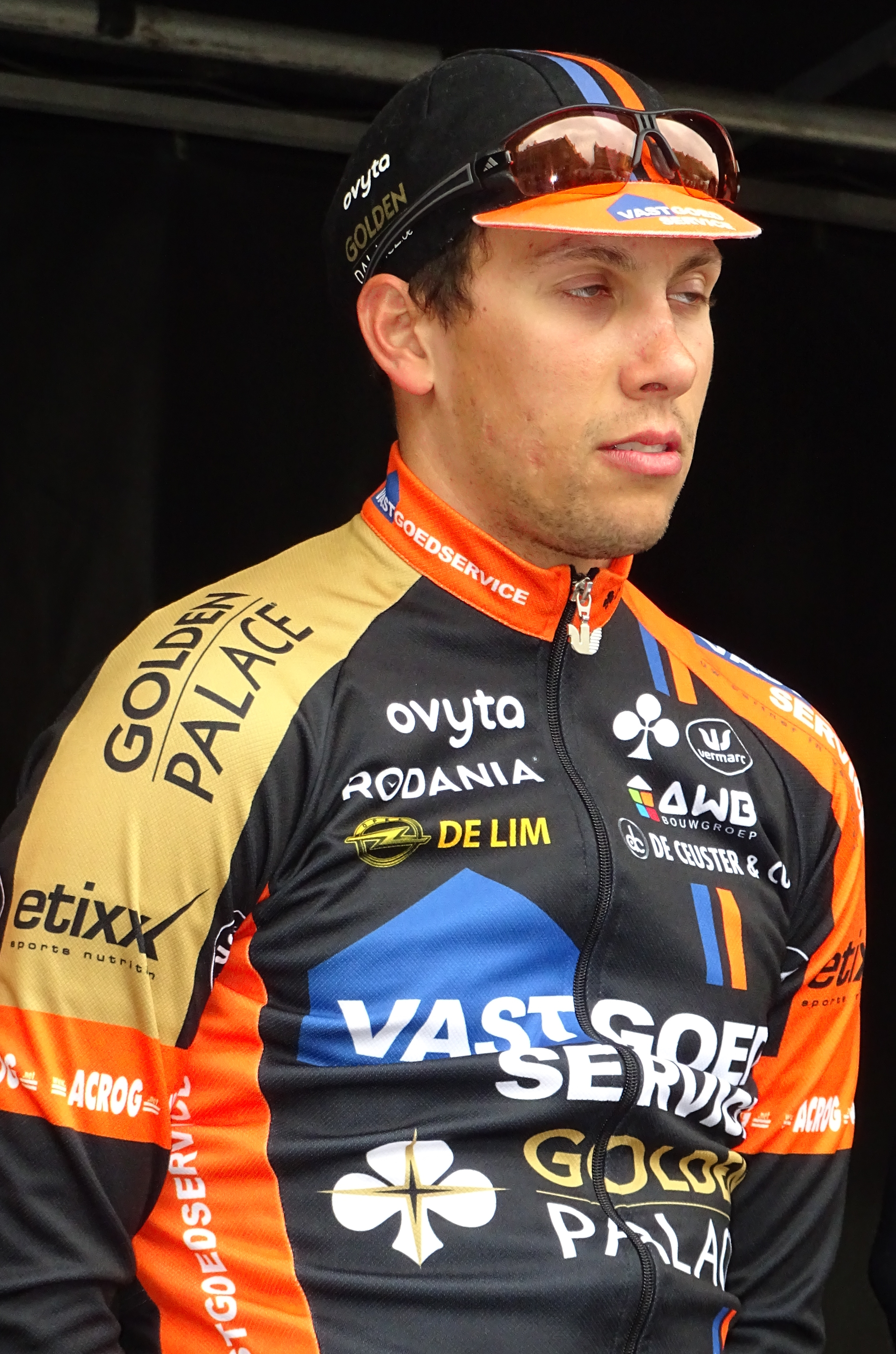
Dennis Coenen.
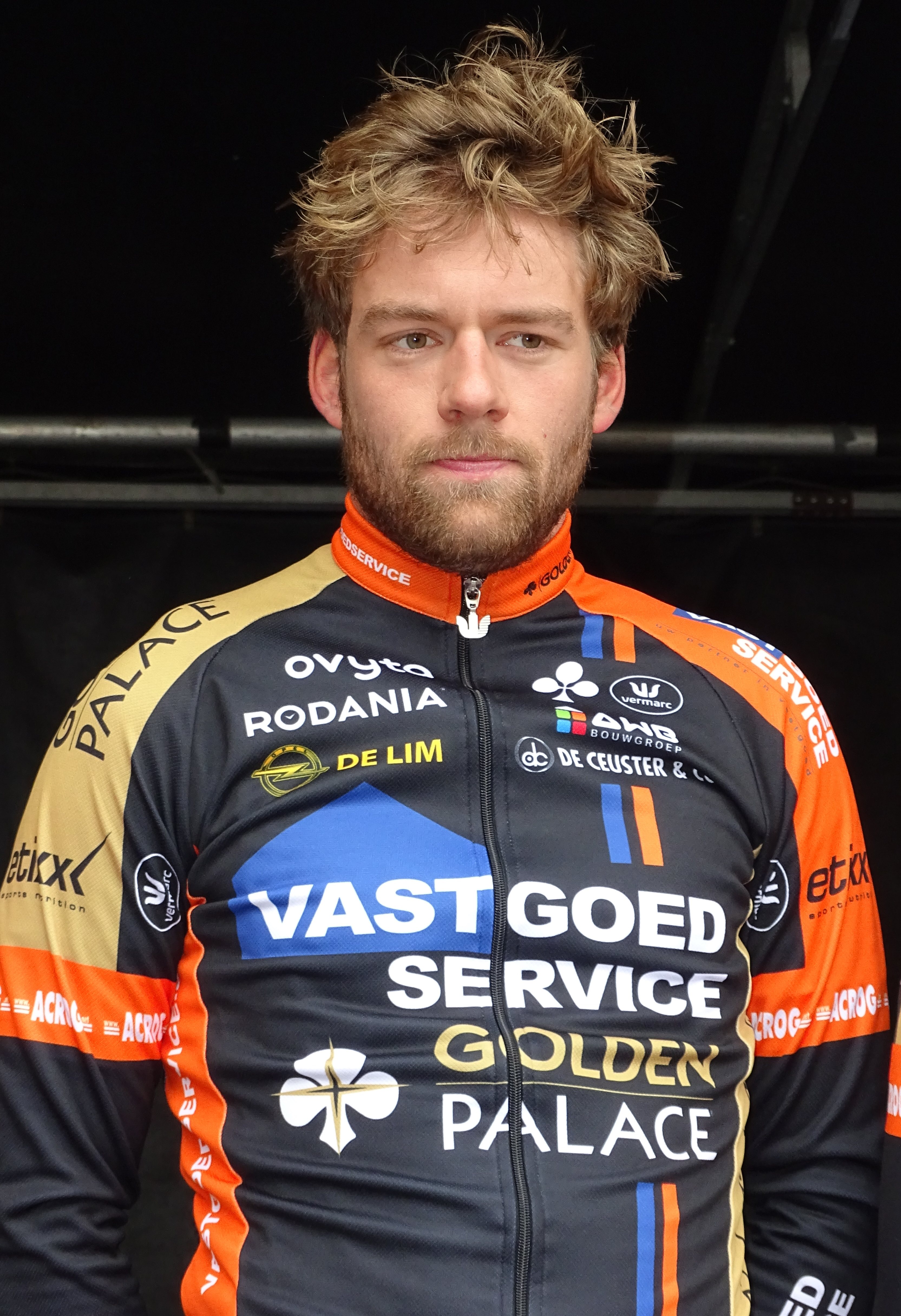
Sander Cordeel.
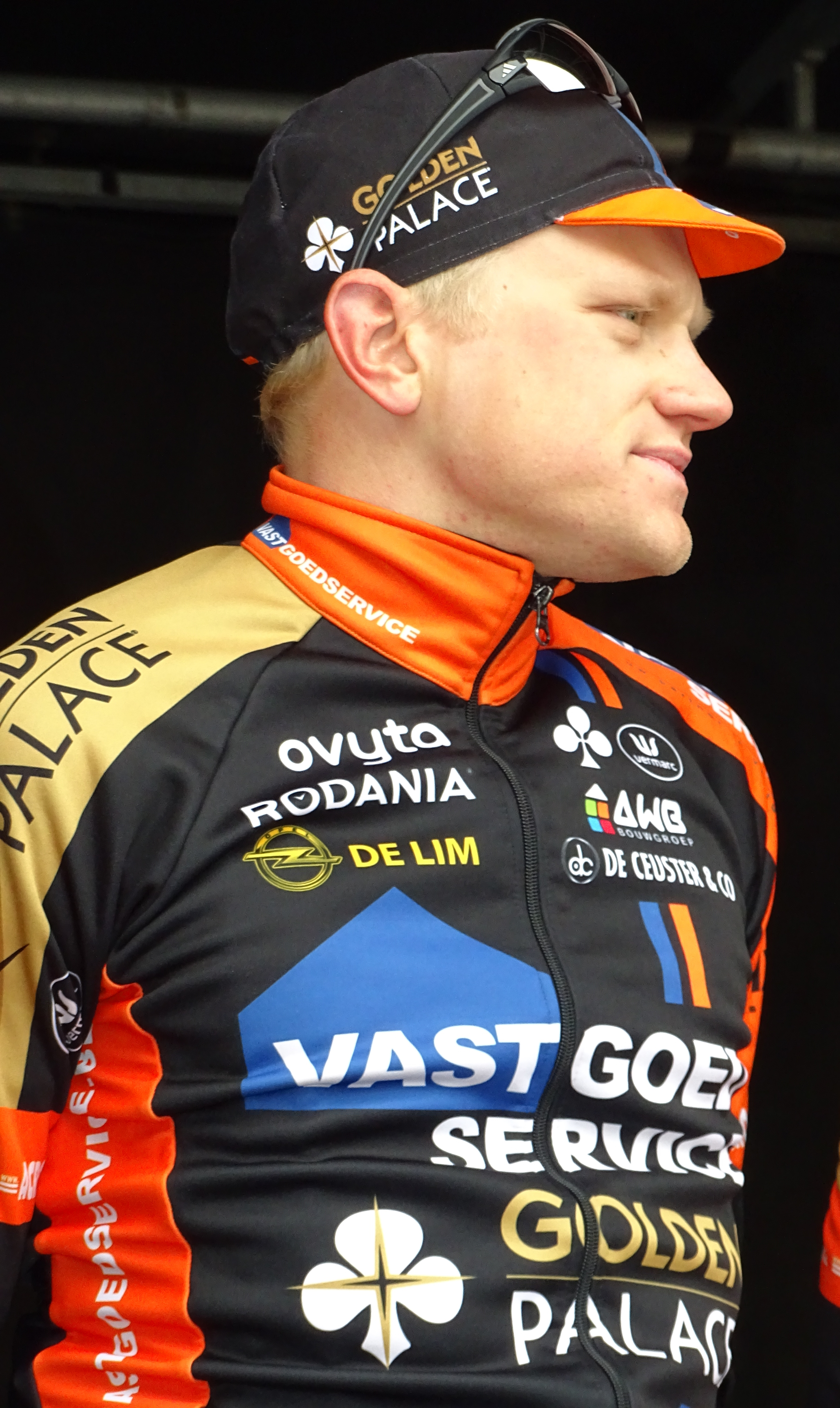
Gerry Druyts.
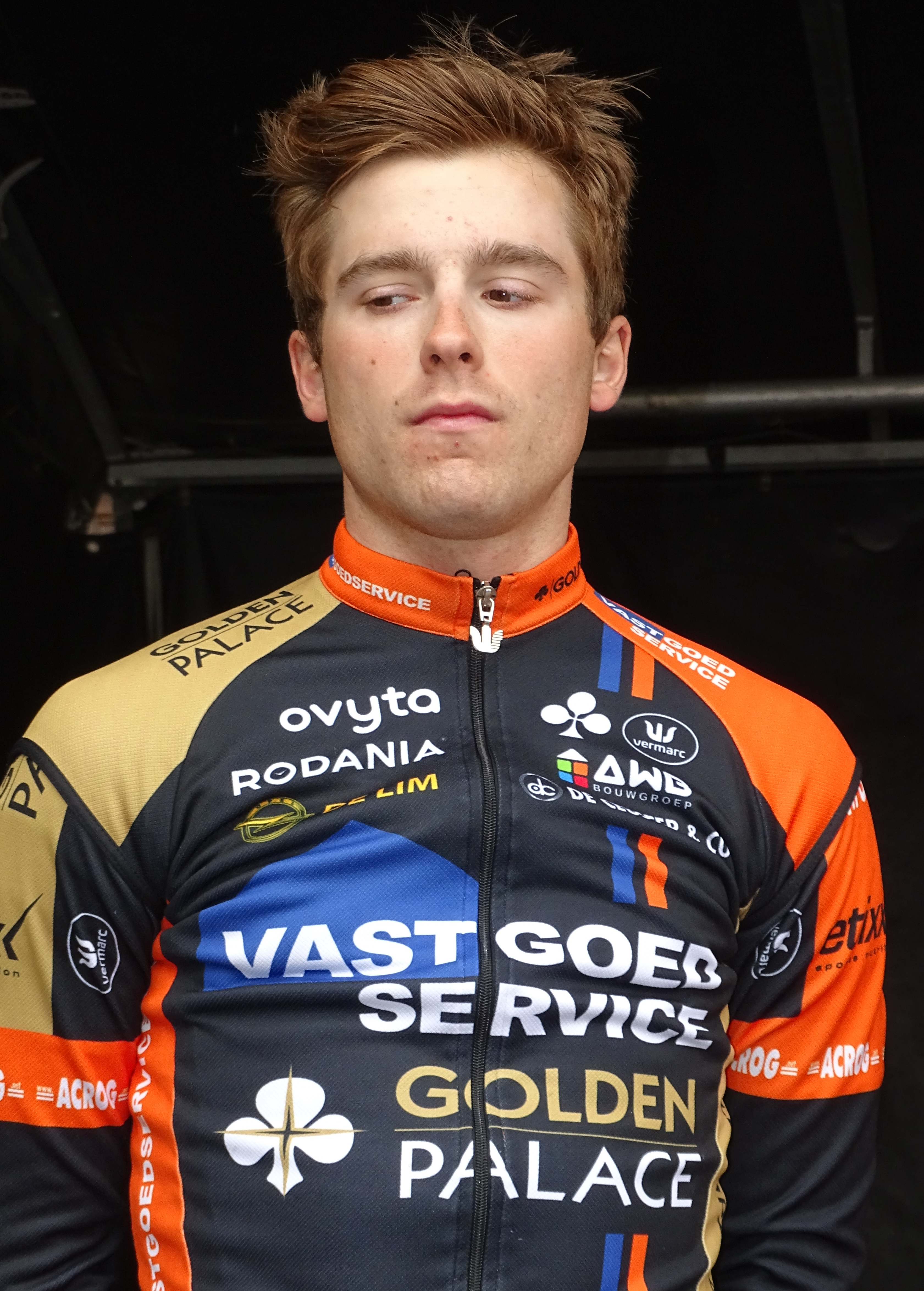
Sam Lennertz.
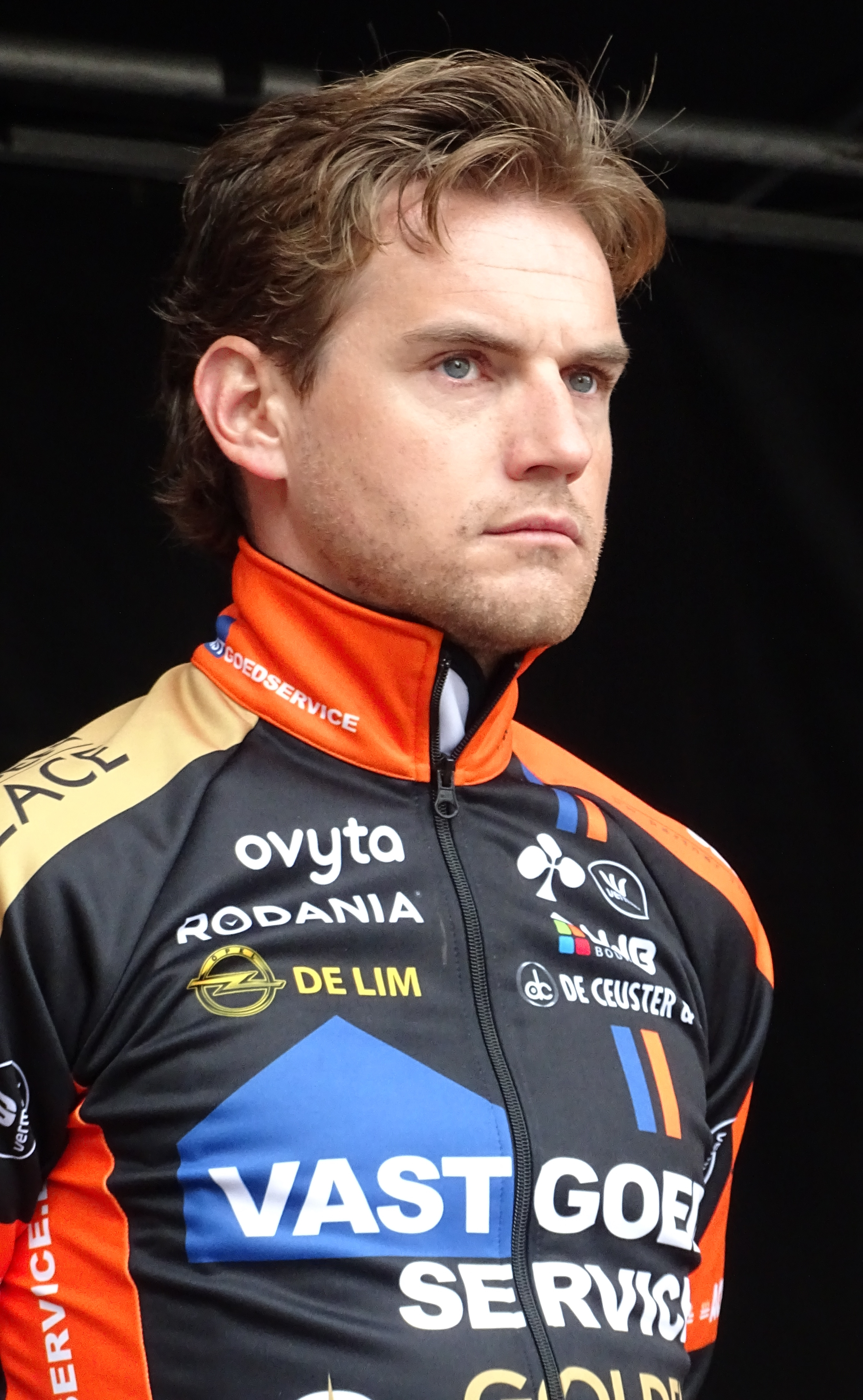
Rob Ruijgh.
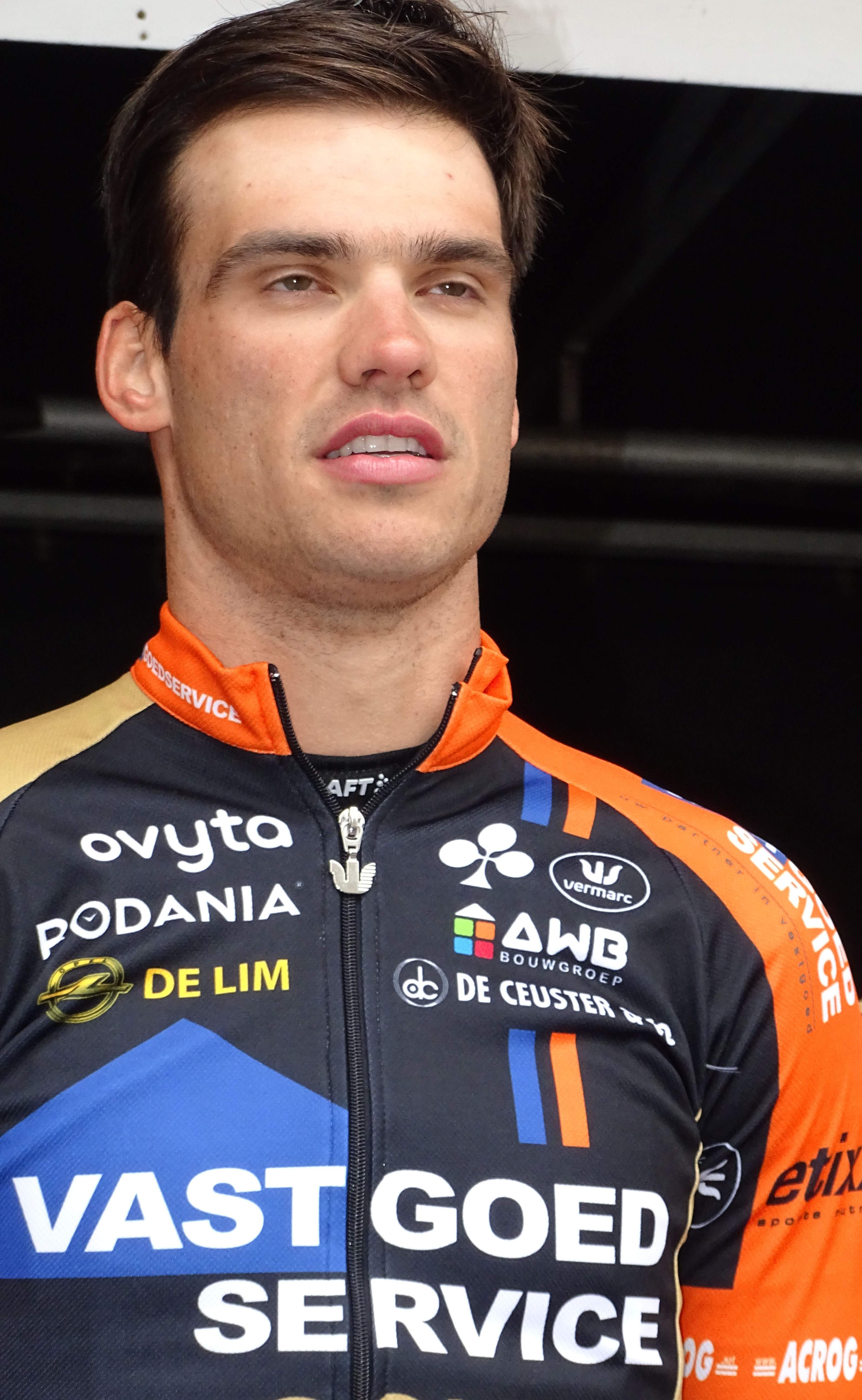
Timothy Stevens.
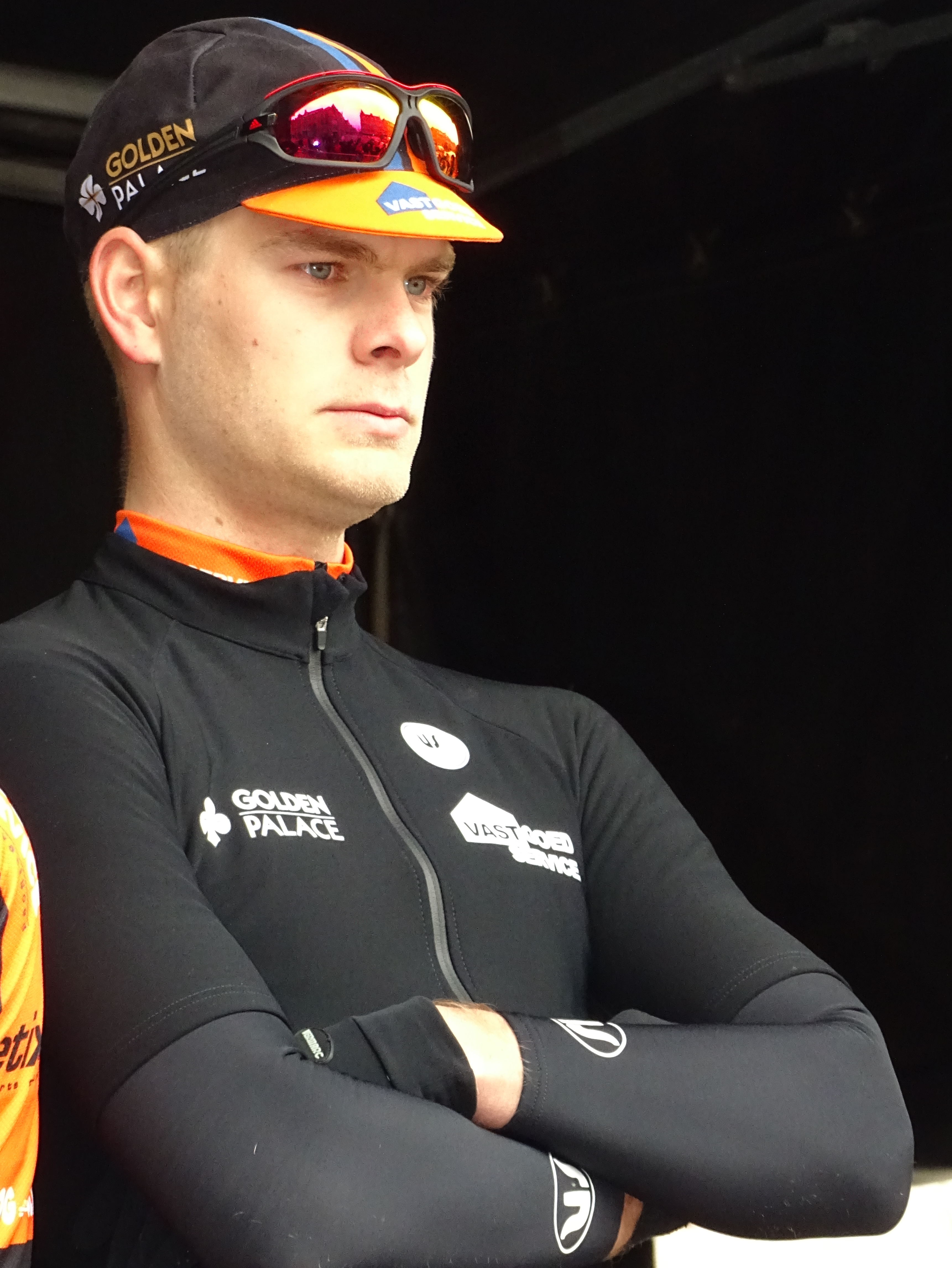
Alphonse Vermote.

## Bilan de la saison

### Victoires

#### Sur route
| Date | Course | Pays | Classe | Vainqueur |
| ---- | ------ | ---- | ------ | --------- |

Podiums
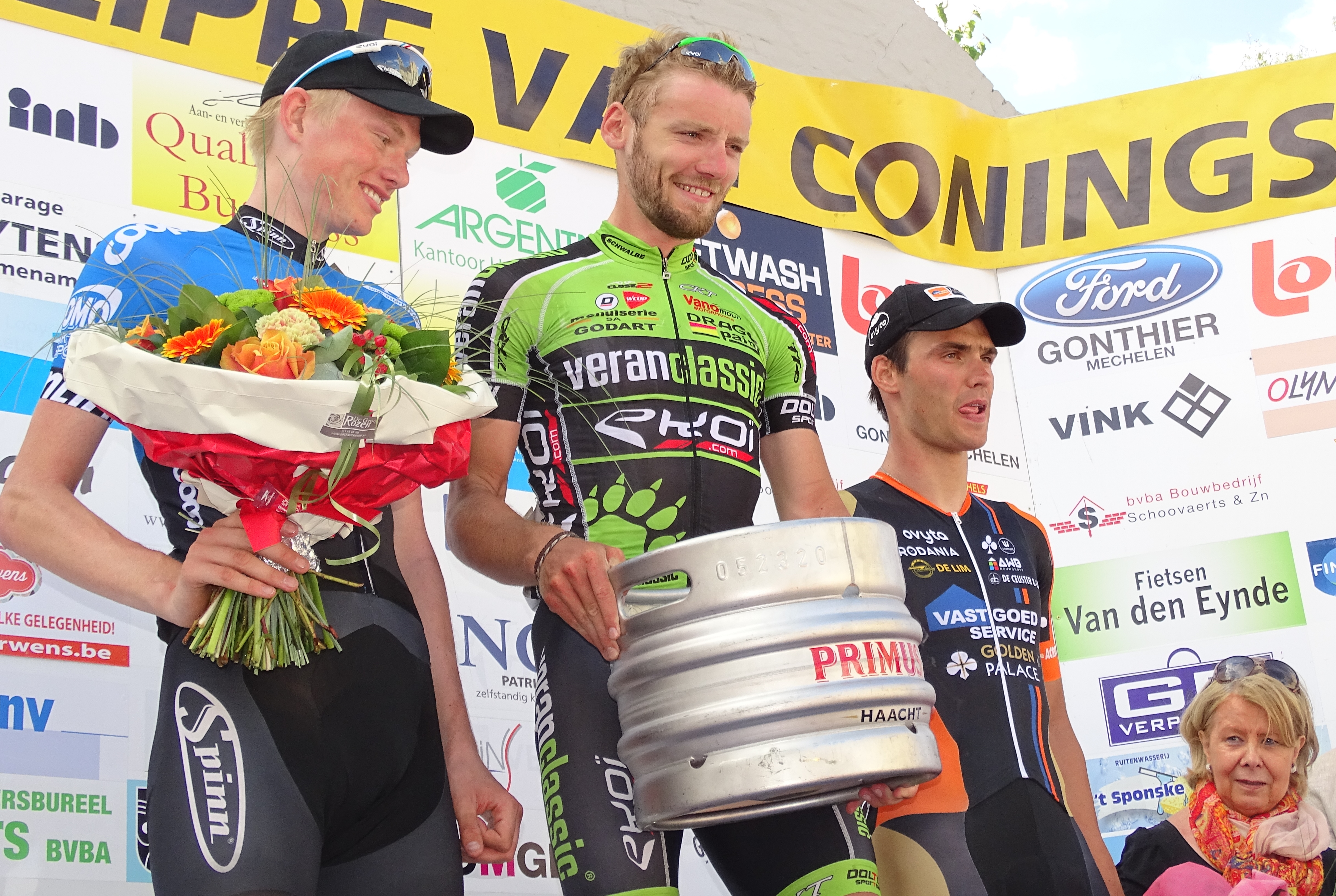
Podium de l'édition 2015 du Mémorial Philippe Van Coningsloo : Fredrik Strand Galta (2e), Robin Stenuit (1er) et Timothy Stevens (3e).
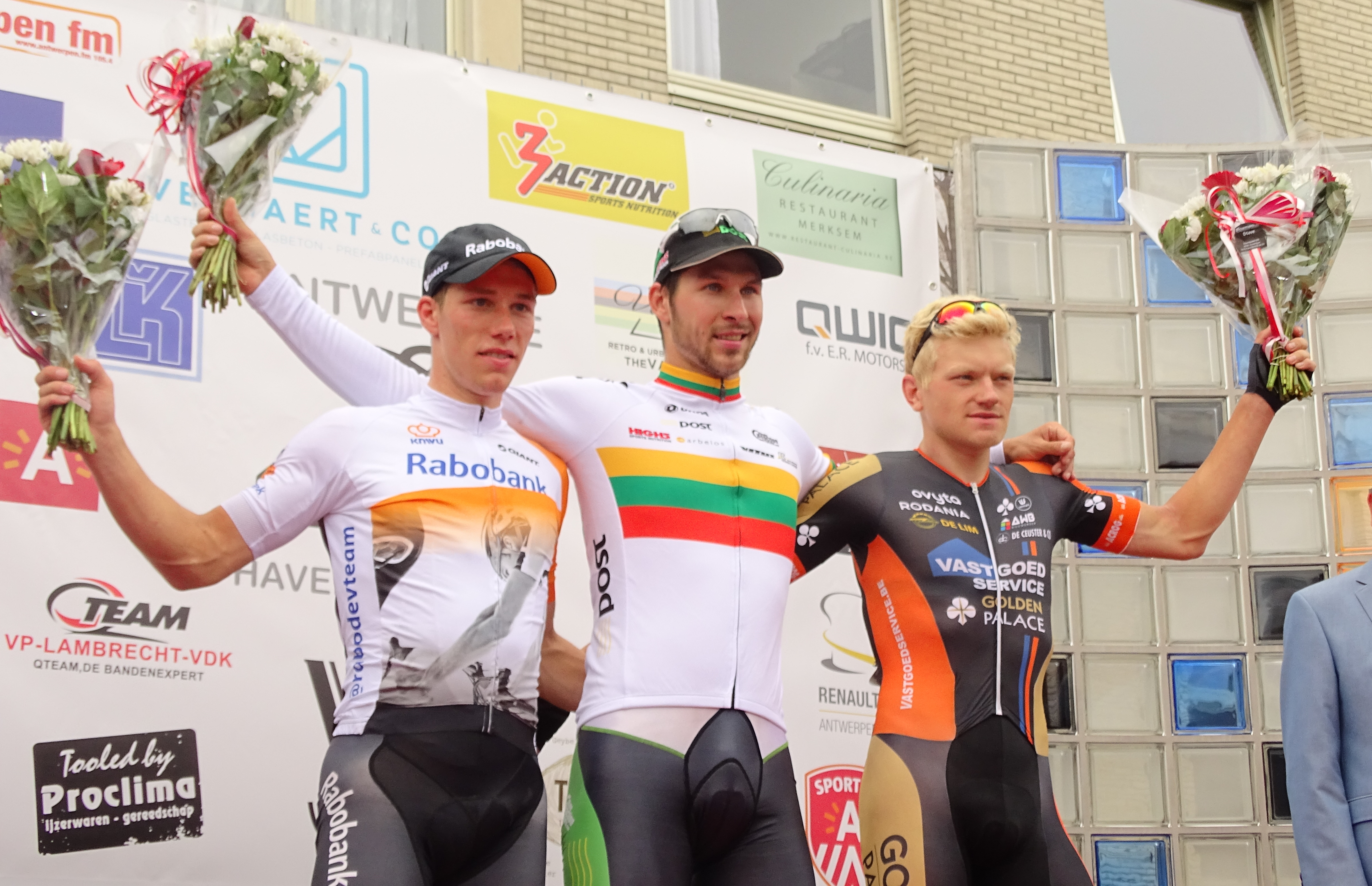
Podium de l'édition 2015 de la Flèche du port d'Anvers : Stan Godrie (2e), Aidis Kruopis (1er) et Gerry Druyts (3e).
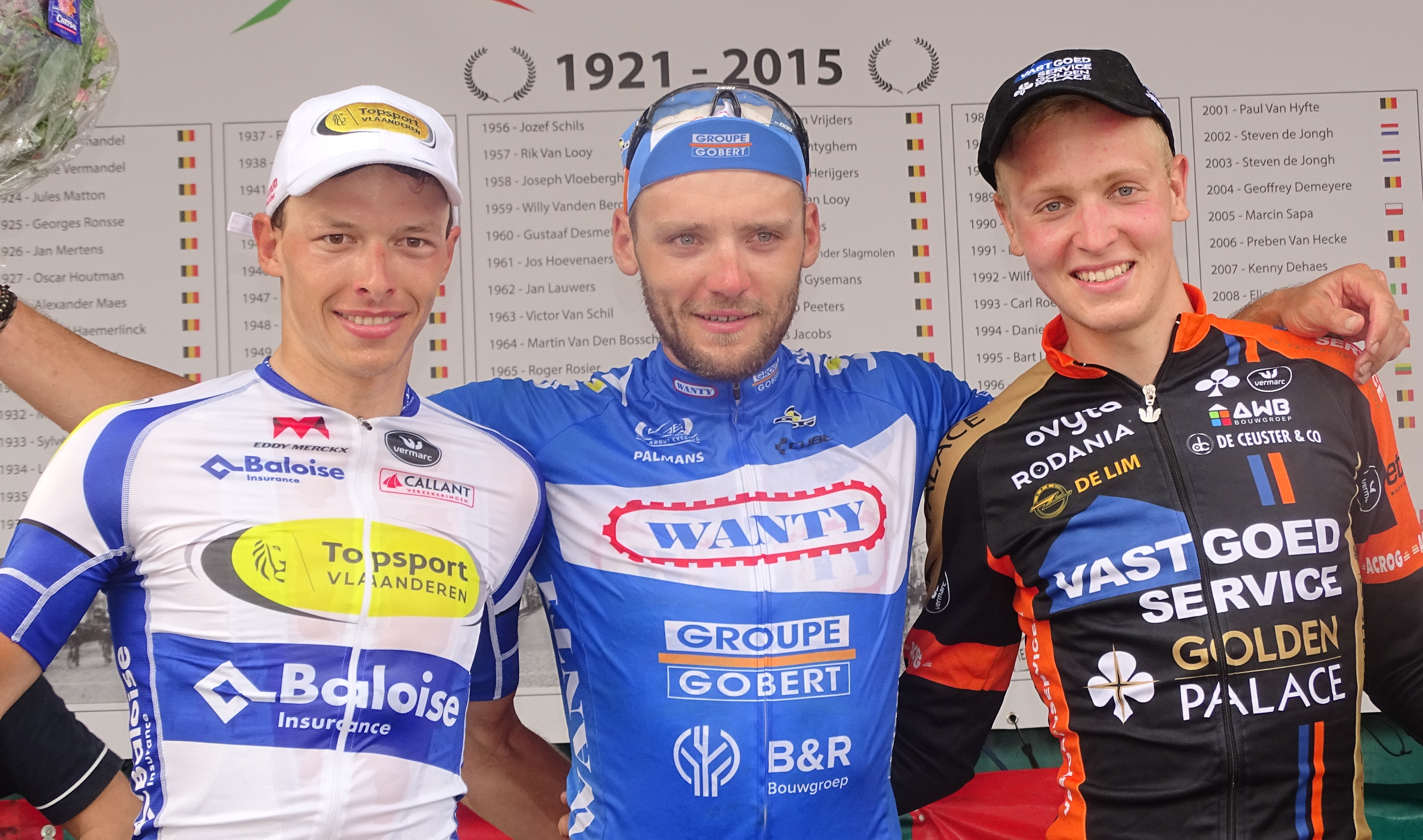
Podium de l'édition 2015 de la Coupe Sels : Oliver Naesen (2e), Robin Stenuit (1er) et Tim Merlier (3e).

#### En cyclo-cross
| Date       | Course                                      | Pays       | Classe | Vainqueur     |
| ---------- | ------------------------------------------- | ---------- | ------ | ------------- |
| 01/01/2015 | Trophée Banque Bpost #7, Baal               | Belgique   | C1     | Wout van Aert |
| 07/01/2015 | Kasteelcross, Zonnebeke                     | Belgique   | C2     | Wout van Aert |
| 18/01/2015 | Grand Prix Möbel Alvisse, Leudelange        | Luxembourg | C2     | Joeri Adams   |
| 15/02/2015 | G.P. Stad, Eeklo                            | Belgique   | C2     | Wout van Aert |
| 22/01/2015 | Internationale Sluitingsprijs, Oostmalle    | Belgique   | C1     | Wout van Aert |
| 16/09/2015 | Coupe du monde de cyclo-cross #1, Las Vegas | États-Unis | CDM    | Wout van Aert |
| 26/09/2015 | SOUDAL Classics - GP Neerpelt, Neerpelt     | Belgique   | C2     | Wout van Aert |
| 27/09/2015 | Steenbergcross, Erpe-Mere                   | Belgique   | C2     | Wout van Aert |

### Classement UCI

#### UCI Europe Tour
| Rang | Coureur | Points |
| ---- | ------- | ------ |